# STS-51-J
（原先编号STS-28）是历史上第二十一次航天飞机任务，也是亚特兰蒂斯号航天飞机的首次太空飞行。

## 任务成员
- 卡罗尔·鲍勃科（Karol J. Bobko，曾执行、以及任务），指令长
- 唐纳德·格拉比（Ronald J. Grabe，曾执行、以及任务），飞行员
- 大卫·希尔默斯（David C. Hilmers，曾执行、以及任务），任务专家
- 罗伯特·斯图尔特（Robert L. Stewart，曾执行以及任务），任务专家
- 威廉·派利斯（William A. Pailes，曾执行任务），有效载荷专家